# Ábrám Tibor
Ábrám Tibor (Tasnádszántó, 1961. augusztus 18. –) magyar fizikus, fizikatanár, középiskolai igazgató, 2015-től a Magyarországi Református Egyház Zsinatának világi alelnöke.

## Élete
1961. augusztus 18-án született Tasnádszántón, református lelkipásztor családban. Gyermekkorát a Partium különböző településein töltötte. Középiskolai tanulmányait Szatmárnémetiben, a Kölcsey Ferenc Főgimnáziumban, egyetemi tanulmányait pedig a kolozsvári Babeș–Bolyai Tudományegyetem Fizika Karán végezte, ahol fizikus és középiskolai fizikatanári oklevelet szerzett. 1985-ben kötött házasságot a miskolci Bartha Mária orvossal, és hozzáköltözött Magyarországra. Hat gyermekük született: sorban három fiú, majd három lány.
1986 és 1993 között a Miskolci Egyetem Fizika Tanszékén dolgozott tanársegédként. 1987-től a miskolci református gyülekezetet szolgálta presbiterként. 1993-ban a Lévay József Református Gimnázium újraindításával bízta meg a Tiszáninneni református egyházkerület közgyűlése. 2003-ban az egyházkerület presbitériumai az egyházkerületi főgondnoki tisztségre is megválasztották. 2015. február 25-én a Magyarországi Református Egyház XIV. Zsinata megválasztotta a testület vezetőit, és köztük világi alelnöknek választották Ábrám Tibort. 2021-ben a Magyar érdemrend lovagkereszt polgári tagozat kitüntetést kapta,  “a magyar református közösségek szolgálatában folytatott sokoldalú tevékenysége, valamint a miskolci egyházi oktatás területén végzett oktatói és intézményvezetői munkája elismeréseként
dr. Ábrám Tibor, a Tiszáninneni Református Egyházkerület főgondnoka, a miskolci Lévay József Református Gimnázium és Diákotthon intézményvezetője.
A 2022-es országgyűlési választás előtt 3 nappal levélben fordult a Lévay József Református Gimnázium és Diákotthon tanulói szüleihez, melyben kormányzati propagandával buzdította a szülőket szavazásra.
2023 év végén bejelentette, hogy 30 év után, a 2023/24-es tanév végén nyugdíjba vonul, a Lévay József Református Gimnázium igazgatói posztjára pályázaton fogják kijelölni az utódját.